# ألكسندر كارافاييف
ألكسندر كارافاييف (بالأوكرانية: Караваєв Олександр Олександрович) (2 يونيو 1992 أوكرانيا - ) هو لاعب كرة قدم أوكراني، يلعب كلاعب وسط.

## وصلات خارجية
ألكسندر كارافاييف على موقع الاتحاد الدولي (مؤرشف)  (الإنجليزية)
- ألكسندر كارافاييف على موقع الاتحاد الأوربي (الإنجليزية)
- ألكسندر كارافاييف على موقع اتحاد تركيا (لاعب) (الإنجليزية)
- ألكسندر كارافاييف على موقع اتحاد أوكرانيا (الإنجليزية)
- ألكسندر كارافاييف على موقع قاعدة بيانات كرة القدم.إي يو (الإنجليزية)
- ألكسندر كارافاييف على موقع ناشيونال فوتبول تيمز (الإنجليزية)
- ألكسندر كارافاييف على موقع Soccerway.com (الإنجليزية)
- ألكسندر كارافاييف على موقع عالم كرة القدم.نت (الإنجليزية)
- ألكسندر كارافاييف على موقع AS.com (الإسبانية)